# Christo Prodanow (polityk)
Christo Tanczew Prodanow, bułg. Христо Танчев Проданов (ur. 24 marca 1977 w Panagjuriszte) – bułgarski polityk, działacz Bułgarskiej Partii Socjalistycznej, poseł do Zgromadzenia Narodowego, od 2021 do 2022 minister turystyki.

## Życiorys
Ukończył studia na Uniwersytecie Górnictwa i Geologii w Sofii, uzyskał magisterium z zarządzania w przemyśle. Był członkiem rad dyrektorów przedsiębiorstw komunalnych, a także przedsiębiorstwa państwowego Kinteks. Zaangażował się w działalność polityczną w ramach Bułgarskiej Partii Socjalistycznej, obejmując różne funkcje w jej stołecznych strukturach.
W wyborach w 2017 uzyskał mandat posła do Zgromadzenia Narodowego 44. kadencji. Utrzymywał go następnie w głosowaniach z kwietnia 2021, lipca 2021, listopada 2021, października 2022, kwietnia 2023 oraz czerwca 2024.
W grudniu 2021 objął stanowisko ministra turystyki w nowo utworzonym rządzie Kiriła Petkowa. Zakończył urzędowanie wraz z całym gabinetem w sierpniu 2022.